# Fraktion der Progressiven Allianz der Sozialdemokraten im Europäischen Parlament/10. Legislaturperiode
Die Fraktion der Progressiven Allianz der Sozialdemokraten im Europäischen Parlament in der 10. Wahlperiode 2024 bis 2029 hatte bei ihrer Konstituierung 136 Mitglieder.

## Fraktionsvorstand
Die Fraktion wählte im Juni 2024 ihren Fraktionsvorstand für die Wahlperiode 2024 bis 2029:
Vorsitzende: Iratxe García Pérez
Stellvertretende Vorsitzende:
- Camilla Laureti
- Mohammed Chahim
- Ana Catarina Mendes
- Christophe Clergeau
- Gabriele Bischoff
- Alex Agius Saliba
- Heléne Fritzon
- Yannis Maniatis
- Kathleen Van Brempt

Schatzmeister: Eero Heinäluoma

## Mitglieder
| Land         | Partei                                                                  | Partei         | Abgeordnete | Abgeordnete |
| Land         | National                                                                | Europa- partei | Anzahl      | Mitglieder |
| ------------ | ----------------------------------------------------------------------- | -------------- | ----------- | --- |
| Belgien      | Parti Socialiste                                                        | SPE            | 2/22        | Estelle Ceulemans, Elio Di Rupo |
| Belgien      | Vooruit                                                                 | SPE            | 2/22        | Kathleen Van Brempt, Bruno Tobback |
| Bulgarien    | Bulgarische Sozialistische Partei                                       | SPE            | 2/17        | Zwetelina Penkowa, Kristian Wigenin |
| Dänemark     | Socialdemokraterne                                                      | SPE            | 3/15        | Niels Fuglsang, Christel Schaldemose, Marianne Vind |
| Deutschland  | Sozialdemokratische Partei Deutschlands                                 | SPE            | 14/96       | Katarina Barley, Gabriele Bischoff, Udo Bullmann, Delara Burkhardt, Vivien Costanzo, Tobias Cremer, Matthias Ecke, Jens Geier, Bernd Lange, Maria Noichl, René Repasi, Sabrina Repp, Birgit Sippel, Tiemo Wölken |
| Estland      | Sotsiaaldemokraatlik Erakond                                            | SPE            | 2/7         | Marina Kaljurand, Sven Mikser |
| Finnland     | Suomen sosialidemokraattinen puolue                                     | SPE            | 2/15        | Maria Guzenina, Eero Heinäluoma |
| Frankreich   | Parti socialiste                                                        | SPE            | 10/81       | Christophe Clergeau, Claire Fita, Jean-Marc Germain, Pierre Jouvet, François Kalfon, Murielle Laurent, Nora Mebarek, Emma Rafowicz, Chloé Ridel, Eric Sargiacomo |
| Frankreich   | Place publique                                                          | SPE (I)        | 3/81        | Raphaël Glucksmann, Aurore Lalucq, Thomas Pellerin-Carlin |
| Griechenland | Kinima Allagis                                                          | SPE            | 3/21        | Sakis Arnaoutoglou, Giannis Maniatis, Nikos Papandreou |
| Irland       | Labour Party                                                            | SPE            | 1/14        | Aodhán Ó Ríordáin |
| Italien      | Partito Democratico                                                     | SPE            | 20/76       | Lucia Annunziata, Brando Benifei, Stefano Bonaccini, Annalisa Corrado, Antonio Decaro, Giorgio Gori, Elisabetta Gualmini, Camilla Laureti, Giuseppe Lupo, Pierfrancesco Maran, Alessandra Moretti, Dario Nardella, Pina Picierno, Matteo Ricci, Sandro Ruotolo, Cecilia Strada, Irene Tinagli, Raffaele Topo, Alessandro Zan, Nicola Zingaretti                                                                     |
| Italien      | Democrazia Solidale                                                     | SPE (I)        | 1/76        | Marco Tarquinio |
| Kroatien     | Socijaldemokratska partija Hrvatske                                     | SPE            | 4/12        | Biljana Borzan, Romana Jerković, Predrag Matić († 23. August 2024), Tonino Picula, Marko Vešligaj (seit 5. September 2024) |
| Lettland     | Sociāldemokrātiskā partija „Saskaņa“                                    | SPE            | 1/9         | Nils Ušakovs |
| Litauen      | Lietuvos socialdemokratų partija                                        | SPE            | 2/11        | Vytenis Andriukaitis, Vilija Blinkevičiūtė |
| Luxemburg    | Lëtzebuerger Sozialistesch Arbechterpartei                              | SPE            | 1/6         | Marc Angel |
| Malta        | Partit Laburista                                                        | SPE            | 3/6         | Alex Agius Saliba, Daniel Attard, Thomas Bajada |
| Niederlande  | Partij van de Arbeid                                                    | SPE            | 4/31        | Mohammed Chahim, Marit Malij, Thijs Reuten, Lara Wolters |
| Österreich   | Sozialdemokratische Partei Österreichs                                  | SPE            | 5/20        | Elisabeth Grossmann, Hannes Heide, Evelyn Regner, Andreas Schieder, Günther Sidl |
| Polen        | Nowa Lewica                                                             | SPE            | 3/53        | Robert Biedroń, Joanna Scheuring-Wielgus, Krzysztof Śmiszek |
| Portugal     | Partido Socialista                                                      | SPE            | 8/21        | Francisco Assis, André Franqueira Rodrigues, Isilda Gomes, Sérgio Gonçalves, Ana Catarina Mendes, Bruno Rocha Gonçalves, Carla Tavares, Marta Temido |
| Rumänien     | Partidul Social Democrat                                                | SPE            | 11/33       | Adrian-Dragoș Benea, Gheorghe Cârciu, Vasile Dîncu, Gabriela Firea, Maria Grapini, Claudiu Manda, Roxana Mînzatu (bis 30. November 2024), Ștefan Mușoiu, Victor Negrescu, Dan Nica, Mihai Tudose, Andi-Lucian Cristea (seit 2. Dezember 2024) |
| Schweden     | Sveriges socialdemokratiska arbetareparti                               | SPE            | 5/21        | Johan Danielsson, Adrian Dibrani, Sofie Eriksson, Heléne Fritzon, Evin Incir |
| Slowenien    | Socialni demokrati                                                      | SPE            | 1/9         | Matjaž Nemec |
| Spanien      | Partido Socialista Obrero Español/ Partit dels Socialistes de Catalunya | SPE            | 20/61       | Laura Ballarín Cereza, José Cepeda, Jonás Fernández Álvarez, Lina Gálvez Muñoz, Iratxe García Pérez, Sandra Gómez López, Nicolás González Casares, Alícia Homs Ginel, Hana Jalloul, Juan Fernando López Aguilar, Javier López Fernández, César Luena, Cristina Maestre, Idoia Mendía, Javier Moreno Sanchez, Leire Pajín, Marcos Ros Sempere, Ignacio Sánchez Amor, Elena Sancho Murillo, Rosa María Serrano Sierra |
| Ungarn       | Demokratikus Koalíció                                                   | SPE            | 2/21        | Klára Dobrev, Csaba Molnár |
| Zypern       | Dimokratiko Komma                                                       | SPE (I)        | 1/6         | Kostas Mavridis |
| Gesamt       | Gesamt                                                                  | Gesamt         | 136/720     | |

- Weiß: Mitglieder der Sozialdemokratischen Partei Europas (131)
- Grau: Individuelle Mitglieder der SPE (5)